# Bet365
Bet365グループ有限会社(通称bet365）は、約200カ国1900万人以上の利用者を抱える世界有数の賭博会社である。3,000人以上の社員がいるストーク＝オン＝トレント最大の私企業である。

## 概要
スポーツ賭博、ポーカー、カジノ、ビンゴ、スポーツ大会の動画配信などをオンライン提供し、ブックメーカー運営も行う。運営サイトは17言語と28通貨に対応している 。
スポーツ賭博はジブラルタル自治政府の承認を受け(許諾番号：RGL075) にジブラルタル賭博委員会の規制下にあり、カジノ、やポーカーなども同様である。ジブラルタルとオーストラリアに支部を置き、ダーウィンに従業員100人を抱え、ノーザンテリトリー政府規制下で運営している。